# Psalm 4
Psalm 4 – jeden z utworów zgromadzonych w biblijnej Księdze Psalmów.

## Ogólne informacje
Psalm 4 jest lamentacją jednostki, w której wyznawanie ufności Jahwe dominuje nad skargą. Jest to drugi psalm, którego autorstwo przypisuje się Królowi Dawidowi. Psalmista doświadczył pomocy ze strony wszechmogącego Boga, ogłasza ją tym, którzy czczą bożki i zachęca, udzielając pouczeń, do zaufania mu. W psalmie dwukrotnie występuje niejasny zwrot Sela.

## Struktura
Psalm jest zachętą do ufności Bogu przez prośby, ukazanie otrzymanej od Boga pomocy, oraz wyrazem ufności. Całość wydaje się tworzyć pouczenie skierowane do ludzi. Pouczenie podzielone jest na człony i połączone z osobistymi doświadczeniami jednostki.
Prośba, połączona z ufnością w jej realizacje (w. 2).
Nie kochajcie marności (w. 3).
Osobiste przeżycia jednostki (w. 4).
Pouczenie skierowane do ludzi (w. 5–7).
Osobiste przeżycia jednostki (w. 8).
Wyrazy ufności Bogu Jahwe (w. 9).

## Podobieństwa psalmów 3/4
Psalm 3 jest modlitwą poranną (3,6) natomiast 4 wieczorną (4,9). Posiadają wiele wspólnych słów i zwrotów tj. "wzywać", "wołać", "odpowiadać" (4,2//3,5), "chwało moja" (4,3//3,4), "wielu mówi" (4,7//3,3), "wielu", "obfity" (4,8b//3,2), "kłaść, położyć się", "zasypiać" (4,9//3,6). 

## Ciekawostki
Psalmista w wersecie 7 mówi, iż Jahwe jest tym, który może rozjaśnić nas światłem swojego oblicza. Ukazywanie przez Boga oblicza było znakiem jego łaskawości, przychylności i błogosławieństwa. Analogicznie, odwracanie lub zakrywanie twarzy przez Boga równało się brakiem błogosławieństwa. Według pojmowania świata przez starożytnych Izraelitów, o Bożej przychylności świadczył urodzaj w postaci płodów rolnych. Obfitość zboża i wina (w. 8) stanowiła powód do zadowolenia i była znakiem Bożej łaski i błogosławieństwa. Psalmista wyraźnie zaznacza, iż radość płynąca z urodzaju nie przewyższa tej, którą daje Bóg.